# Chloroselas tamaniba
Chloroselas tamaniba is een vlinder uit de familie van de Lycaenidae. De wetenschappelijke naam van de soort is voor het eerst gepubliceerd in 1870 door Francis Walker.
De soort komt voor in Soedan.